# Campionati mondiali di ginnastica artistica 2019
I campionati mondiali di ginnastica artistica 2019 sono stati la 49ª edizione della competizione. Si sono disputati dal 4 al 13 ottobre all'Hanns-Martin-Schleyer-Halle di Stoccarda, in Germania.

## Programma[1]
Tutti gli orari sono UTC+2
| Data       | Evento                         | Orario                | Suddivisioni                                    |
| ---------- | ------------------------------ | --------------------- | ----------------------------------------------- |
| 3 ottobre  | Cerimonia di apertura          | Cerimonia di apertura | Cerimonia di apertura                           |
| 4 ottobre  | Qualificazioni                 |                       |                                                 |
| 4 ottobre  | Qualificazioni                 | 9:00                  | 1ª Suddivisione GAF                             |
| 4 ottobre  | Qualificazioni                 | 11:00                 | 2ª Suddivisione GAF                             |
| 4 ottobre  | Qualificazioni                 | 13:30                 | 3ª Suddivisione GAF                             |
| 4 ottobre  | Qualificazioni                 | 15:30                 | 4ª Suddivisione GAF                             |
| 4 ottobre  | Qualificazioni                 | 18:00                 | 5ª Suddivisione GAF                             |
| 4 ottobre  | Qualificazioni                 | 20:00                 | 6ª Suddivisione GAF                             |
| 5 ottobre  | Qualificazioni                 |                       |                                                 |
| 5 ottobre  | Qualificazioni                 | 9:00                  | 7ª Suddivisione GAF                             |
| 5 ottobre  | Qualificazioni                 | 11:00                 | 8ª Suddivisione GAF                             |
| 5 ottobre  | Qualificazioni                 | 13:30                 | 9ª Suddivisione GAF                             |
| 5 ottobre  | Qualificazioni                 | 15:30                 | 10ª Suddivisione GAF                            |
| 5 ottobre  | Qualificazioni                 | 18:00                 | 11ª Suddivisione GAF                            |
| 5 ottobre  | Qualificazioni                 | 20:00                 | 12ª Suddivisione GAF                            |
| 6 ottobre  | Qualificazioni                 | 10:00                 | 1ª Suddivisione GAM                             |
| 6 ottobre  | Qualificazioni                 | 13:00                 | 2ª Suddivisione GAM                             |
| 6 ottobre  | Qualificazioni                 | 16:30                 | 3ª Suddivisione GAM                             |
| 6 ottobre  | Qualificazioni                 | 19:30                 | 4ª Suddivisione GAM                             |
| 7 ottobre  | Qualificazioni                 | 10:00                 | 5ª Suddivisione GAM                             |
| 7 ottobre  | Qualificazioni                 | 13:00                 | 6ª Suddivisione GAM                             |
| 7 ottobre  | Qualificazioni                 | 16:30                 | 7ª Suddivisione GAM                             |
| 7 ottobre  | Qualificazioni                 | 19:30                 | 8ª Suddivisione GAM                             |
| 8 ottobre  | Concorso a squadre femminile   | 14:30                 | -                                               |
| 9 ottobre  | Concorso a squadre maschile    | 13:45                 | -                                               |
| 10 ottobre | Concorso individuale femminile | 16:00                 | -                                               |
| 11 ottobre | Concorso individuale maschile  | 16:00                 | -                                               |
| 12 ottobre | Finali di specialità           | 16:00                 | GAM: Corpo libero, Cavallo con maniglie, Anelli |
| 12 ottobre | Finali di specialità           | 16:00                 | GAF: Volteggio, Parallele asimmetriche          |
| 13 ottobre | Finali di specialità           | 13:00                 | GAM: Volteggio, Parallele simmetriche, Sbarra   |
| 13 ottobre | Finali di specialità           | 13:00                 | GAF: Trave, Corpo libero                        |
| 13 ottobre | Cerimonia di chiusura          |                       |                                                 |

## Nazioni partecipanti
- Albania (1)
- Algeria (4)
- Angola (6)
- Argentina (8)
- Armenia (4)
- Australia (11)
- Austria (6)
- Azerbaigian (4)
- Belgio (12)
- Bielorussia (8)
- Bolivia (3)
- Brasile (12)
- Bulgaria (5)
- Canada (12)
- Cile (4)
- Cina (12)
- Cipro (5)
- Colombia (6)
- Corea del Nord (7)
- Corea del Sud (12)
- Costa Rica (5)
- Croazia (6)
- Cuba (5)
- Danimarca (6)
- Ecuador (3)
- Egitto (8)
- El Salvador (3)
- Filippine (1)
- Finlandia (9)
- Francia (12)
- Georgia (4)
- Germania (12)
- Giamaica (6)
- Giappone (12)
- Giordania (3)
- Gran Bretagna (12)
- Grecia (6)
- Guatemala (5)
- Hong Kong (6)
- India (6)
- Indonesia (2)
- Iran (2)
- Irlanda (6)
- Islanda (6)
- Isole Cayman (1)
- Israele (6)
- Italia (12)
- Kazakistan (6)
- Kuwait (3)
- Lettonia (6)
- Lituania (5)
- Lussemburgo (1)
- Malaysia (4)
- Marocco (2)
- Messico (9)
- Monaco (1)
- Mongolia (1)
- Nigeria (6)
- Norvegia (9)
- Nuova Zelanda (5)
- Paesi Bassi (12)
- Panama (3)
- Perù (6)
- Polonia (5)
- Portogallo (5)
- Porto Rico (6)
- Qatar (3)
- Rep. Ceca (9)
- Rep. Dominicana (4)
- Romania (12)
- Russia (12)
- Serbia (5)
- Singapore (3)
- Siria (1)
- Slovenia (6)
- Spagna (12)
- Sri Lanka (1)
- Stati Uniti (12)
- Sudafrica (3)
- Svezia (6)
- Svizzera (12)
- Taipei cinese (9)
- Thailandia (2)
- Trinidad e Tobago (1)
- Tunisia (3)
- Turchia (9)
- Ucraina (10)
- Ungheria (12)
- Uruguay (3)
- Uzbekistan (6)
- Venezuela (5)
- Vietnam (6)

## Podi
| Evento                 | Oro | Punti   | Argento | Punti   | Bronzo                                                                                           | Punti   |
| Maschile               | |         | |         |                                                                                                  |         |
| Concorso a squadre     | Russia Denis Abljazin David Beljavskij Artur Dalalojan Nikita Nagornyj Ivan Stretovič Vladislav Poljašov* | 261,726 | Cina Deng Shudi Lin Chaopan Sun Wei Xiao Ruoteng Zou Jingyuan You Hao*                                                   | 260,729 | Giappone Daiki Hashimoto Yuya Kamoto Kazuma Kaya Kakeru Tanigawa Wataru Tanigawa Shogo Nonomura* | 258,159 |
| Concorso individuale   | Nikita Nagornyj                                                                                           | 88,772  | Artur Dalalojan | 87,165  | Oleh Vernjajev                                                                                   | 86,973  |
| Corpo libero           | Carlos Yulo                                                                                               | 15,300  | Artem Dolgopyat | 15,200  | Xiao Ruoteng                                                                                     | 14,933  |
| Cavallo con maniglie   | Max Whitlock                                                                                              | 15,500  | Lee Chih-kai | 15,433  | Rhys McClenaghan                                                                                 | 15,400  |
| Anelli                 | İbrahim Çolak                                                                                             | 14,933  | Marco Lodadio | 14,900  | Samir Aït Saïd                                                                                   | 14,800  |
| Volteggio              | Nikita Nagornyj                                                                                           | 14,966  | Artur Dalalojan | 14,933  | Ihor Radivilov                                                                                   | 14,749  |
| Parallele simmetriche  | Joe Fraser                                                                                                | 15,000  | Ahmet Önder | 14,983  | Kazuma Kaya                                                                                      | 14,966  |
| Sbarra                 | Arthur Mariano                                                                                            | 14,900  | Tin Srbić | 14,666  | Artur Dalalojan                                                                                  | 14,533  |
| Femminile              | |         | |         |                                                                                                  |         |
| Concorso a squadre     | Stati Uniti Simone Biles Jade Carey Kara Eaker Sunisa Lee Grace McCallum Mykayla Skinner*                 | 172,330 | Russia Anastasija Agafonova Lilija Achaimova Angelina Mel'nikova Aleksandra Ščekoldina Dar'ja Spiridonova Marija Paseka* | 166,529 | Italia Desiree Carofiglio Alice D'Amato Asia D'Amato Elisa Iorio Giorgia Villa Martina Maggio*   | 164,796 |
| Concorso individuale   | Simone Biles                                                                                              | 58,999  | Tang Xijing | 56,899  | Angelina Mel'nikova                                                                              | 56,399  |
| Volteggio              | Simone Biles                                                                                              | 15,399  | Jade Carey | 14,883  | Elissa Downie                                                                                    | 14,816  |
| Parallele asimmetriche | Nina Derwael                                                                                              | 15,233  | Rebecca Downie | 15,000  | Sunisa Lee                                                                                       | 14,800  |
| Trave                  | Simone Biles                                                                                              | 15,066  | Liu Tingting | 14,433  | Li Shijia                                                                                        | 14,300  |
| Corpo libero           | Simone Biles                                                                                              | 15,133  | Sunisa Lee | 14,133  | Angelina Mel'nikova                                                                              | 14,066  |

## Risultati

### Maschile

#### Concorso a squadre maschile
| Posizione | Squadra              | Corpo libero | Cavallo | Anelli | Volteggio | Parallele | Sbarra | Totale  |
| --------- | -------------------- | ------------ | ------- | ------ | --------- | --------- | ------ | ------- |
| Oro       | Russia               | 43.833       | 41.832  | 43.732 | 44.432    | 44.399    | 43.498 | 261.726 |
| Oro       | Denis Abljazin       | —            | —       | 14.533 | —         | —         | —      | 261.726 |
| Oro       | David Beljavskij     | —            | 14.000  | —      | —         | 15.133    | —      | 261.726 |
| Oro       | Artur Dalalojan      | 14.633       | —       | 14.666 | 14.966    | 13.966    | 14.366 | 261.726 |
| Oro       | Nikita Nagornyj      | 14.900       | 14.166  | 14.533 | 15.066    | 15.300    | 14.466 | 261.726 |
| Oro       | Ivan Stretovič       | 14.300       | 13.666  | —      | 14.400    | —         | 14.666 | 261.726 |
| Argento   | Cina                 | 43.333       | 43.783  | 43.366 | 43.999    | 45.141    | 41.107 | 260.729 |
| Argento   | Deng Shudi           | 14.100       | —       | 14.533 | 14.866    | —         | 13.841 | 260.729 |
| Argento   | Lin Chaopan          | 14.200       | —       | —      | —         | 14.658    | 14.500 | 260.729 |
| Argento   | Sun Wei              | —            | 14.200  | 14.333 | 14.800    | —         | 12.766 | 260.729 |
| Argento   | Xiao Ruoteng         | 15.033       | 14.900  | —      | 14.333    | 14.100    | —      | 260.729 |
| Argento   | Zou Jingyuan         | —            | 14.683  | 14.500 | —         | 16.383    | —      | 260.729 |
| Bronzo    | Giappone             | 41.965       | 43.399  | 43.432 | 43.874    | 43.332    | 42.157 | 258.159 |
| Bronzo    | Daiki Hashimoto      | 13.533       | 14.466  | —      | 14.900    | —         | 14.066 | 258.159 |
| Bronzo    | Yuya Kamoto          | —            | —       | 14.766 | —         | 14.133    | 13.866 | 258.159 |
| Bronzo    | Kazuma Kaya          | 14.366       | 14.400  | 14.366 | 14.141    | 14.833    | 14.225 | 258.159 |
| Bronzo    | Kakeru Tanigawa      | 14.066       | 14.533  | —      | —         | 14.366    | —      | 258.159 |
| Bronzo    | Wataru Tanigawa      | —            | —       | 14.300 | 14.833    | —         | —      | 258.159 |
| 4         | Stati Uniti          | 43.332       | 40.799  | 41.966 | 42.700    | 43.566    | 42.215 | 254.578 |
| 4         | Trevor Howard        | —            | —       | 13.900 | —         | —         | —      | 254.578 |
| 4         | Sam Mikulak          | 14.666       | 13.966  | 14.233 | 14.200    | 15.200    | 14.666 | 254.578 |
| 4         | Akash Modi           | —            | 13.900  | —      | 14.200    | 14.266    | 14.016 | 254.578 |
| 4         | Yul Moldauer         | 14.400       | 12.933  | 13.833 | 14.300    | 14.100    | —      | 254.578 |
| 4         | Shane Wiskus         | 14.266       | —       | —      | —         | —         | 13.533 | 254.578 |
| 5         | Gran Bretagna        | 41.866       | 41.233  | 41.999 | 43.899    | 42.966    | 39.648 | 251.611 |
| 5         | Dominick Cunningham  | 14.466       | —       | 13.700 | 14.400    | —         | —      | 251.611 |
| 5         | Joe Fraser           | —            | 13.800  | 14.333 | —         | 14.833    | 12.666 | 251.611 |
| 5         | James Hall           | 14.200       | 13.300  | 13.966 | 14.666    | 14.200    | 13.916 | 251.611 |
| 5         | Giarnni Regini-Moran | 13.200       | —       | —      | 14.833    | 13.933    | —      | 251.611 |
| 5         | Max Whitlock         | —            | 14.133  | —      | —         | —         | 13.066 | 251.611 |
| 6         | Taipei cinese        | 41.432       | 42.900  | 41.365 | 41.165    | 40.266    | 41.115 | 248.243 |
| 6         | Hsu Ping-chien       | —            | 13.400  | —      | 13.666    | —         | 13.033 | 248.243 |
| 6         | Lee Chih-kai         | 14.133       | 15.000  | 13.366 | 14.366    | 13.733    | 13.166 | 248.243 |
| 6         | Shiao Yu-jan         | 13.166       | 14.500  | —      | —         | —         | —      | 248.243 |
| 6         | Tang Chia-hung       | 14.133       | —       | 13.866 | 13.133    | 13.533    | 14.916 | 248.243 |
| 6         | Yu Chao-wei          | —            | —       | 14.133 | —         | 13.000    | —      | 248.243 |
| 7         | Svizzera             | 42.666       | 39.841  | 40.699 | 41.666    | 42.233    | 39.933 | 247.038 |
| 7         | Christian Baumann    | —            | 12.233  | 13.633 | —         | 13.900    | —      | 247.038 |
| 7         | Pablo Brägger        | 14.100       | —       | —      | 13.100    | 13.833    | 13.000 | 247.038 |
| 7         | Benjamin Gischard    | 14.300       | 13.800  | 13.200 | 14.266    | —         | —      | 247.038 |
| 7         | Oliver Hegi          | —            | 13.808  | —      | 14.300    | —         | 14.600 | 247.038 |
| 7         | Eddy Yusof           | 14.266       | —       | 13.866 | —         | 14.500    | 12.333 | 247.038 |
| 8         | Ucraina              | 41.265       | 39.633  | 41.265 | 42.299    | 42.232    | 39.899 | 246.593 |
| 8         | Vladyslav Hryko      | 13.633       | 11.800  | 12.966 | 13.666    | 13.800    | 13.466 | 246.593 |
| 8         | Evhenyj Judenkov     | 13.966       | 13.333  | 13.733 | 13.900    | 13.966    | 12.800 | 246.593 |
| 8         | Petro Pachnjuk       | —            | —       | —      | —         | 14.466    | 13.633 | 246.593 |
| 8         | Ihor Radivilov       | 13.666       | —       | 14.566 | 14.733    | —         | —      | 246.593 |
| 8         | Oleh Vernjajev       | —            | 14.500  | —      | —         | —         | —      | 246.593 |

#### Concorso individuale maschile
| Pos.    | Ginnasta        | Nazione       | Attrezzo     | Attrezzo | Attrezzo | Attrezzo  | Attrezzo  | Attrezzo | Totale |
| Pos.    | Ginnasta        | Nazione       | Corpo libero | Cavallo  | Anelli   | Volteggio | Parallele | Sbarra   | Totale |
| ------- | --------------- | ------------- | ------------ | -------- | -------- | --------- | --------- | -------- | ------ |
| Oro     | Nikita Nagornyj | Russia        | 15.041       | 14.566   | 14.633   | 15.066    | 15.300    | 14.166   | 88.772 |
| Argento | Artur Dalalojan | Russia        | 15.200       | 14.000   | 14.433   | 14.066    | 15.233    | 14.233   | 87.165 |
| Bronzo  | Oleh Vernjajev  | Ucraina       | 14.166       | 14.866   | 14.000   | 14.800    | 15.475    | 13.666   | 86.973 |
| 4       | Xiao Ruoteng    | Cina          | 15.025       | 15.000   | 13.933   | 14.800    | 15.266    | 12.666   | 86.690 |
| 5       | Sun Wei         | Cina          | 14.033       | 14.991   | 13.966   | 14.600    | 14.933    | 14.000   | 86.523 |
| 6       | Kazuma Kaya     | Giappone      | 14.300       | 14.566   | 14.300   | 14.000    | 15.000    | 13.733   | 85.899 |
| 7       | Sam Mikulak     | Stati Uniti   | 14.400       | 13.000   | 14.000   | 14.266    | 15.325    | 14.700   | 85.691 |
| 8       | Joe Fraser      | Gran Bretagna | 14.166       | 13.800   | 13.966   | 14.266    | 14.900    | 14.000   | 85.098 |
| 9       | Petro Pachnjuk  | Ucraina       | 14.033       | 14.233   | 13.433   | 14.566    | 14.900    | 13.766   | 84.931 |
| 10      | Carlos Yulo     | Filippine     | 14.633       | 12.816   | 13.666   | 14.600    | 14.833    | 13.500   | 84.048 |
| 11      | Tang Chia-hung  | Taipei cinese | 14.200       | 13.100   | 13.600   | 14.283    | 13.933    | 14.700   | 83.816 |
| 12      | Lee Chih-kai    | Taipei cinese | 14.300       | 15.000   | 13.166   | 14.366    | 13.866    | 13.100   | 83.798 |
| 13      | Caio Souza      | Brasile       | 13.833       | 13.033   | 13.933   | 14.366    | 14.700    | 13.900   | 83.765 |
| 14      | James Hall      | Gran Bretagna | 14.200       | 14.066   | 13.633   | 14.633    | 14.200    | 12.800   | 83.532 |
| 15      | Pablo Brägger   | Svizzera      | 14.225       | 13.200   | 13.400   | 12.900    | 14.666    | 14.433   | 82.824 |
| 16      | Yul Moldauer    | Stati Uniti   | 13.666       | 13.133   | 13.733   | 14.366    | 14.666    | 12.766   | 82.330 |
| 17      | Ludovico Edalli | Italia        | 13.533       | 13.800   | 13.366   | 13.866    | 13.600    | 13.733   | 81.898 |
| 18      | Loris Frasca    | Francia       | 14.066       | 13.566   | 12.933   | 14.833    | 13.433    | 13.033   | 81.864 |
| 19      | Andreas Toba    | Germania      | 13.500       | 12.566   | 13.600   | 14.366    | 13.908    | 13.700   | 81.640 |
| 20      | Lee Jung-hyo    | Corea del Sud | 13.666       | 14.000   | 13.566   | 14.200    | 14.000    | 11.991   | 81.423 |
| 21      | Milad Karimi    | Kazakistan    | 14.300       | 11.833   | 13.133   | 13.366    | 14.100    | 13.400   | 80.132 |
| 22      | Néstor Abad     | Spagna        | 12.200       | 12.666   | 13.700   | 14.233    | 13.766    | 13.533   | 80.098 |
| 23      | Oliver Hegi     | Svizzera      | 12.266       | 14.233   | 12.766   | 12.966    | 14.066    | 12.333   | 78.630 |
| 24      | Robert Tvorogal | Lituania      | 13.233       | 11.633   | 13.166   | 13.700    | 13.833    | 11.700   | 77.265 |

#### Corpo libero maschile
| Pos.    | Ginnasta            | D Score | E Score | Pen.   | Totale |
| ------- | ------------------- | ------- | ------- | ------ | ------ |
| Oro     | Carlos Yulo         | 6.500   | 8.800   | —      | 15.300 |
| Argento | Artem Dolgopyat     | 6.400   | 8.800   | —      | 15.200 |
| Bronzo  | Xiao Ruoteng        | 6.200   | 8.733   | —      | 14.933 |
| 4       | Artur Dalalojan     | 6.200   | 8.600   | —      | 14.800 |
| 5       | Lin Chaopan         | 6.200   | 8.500   | —      | 14.700 |
| 6       | Nikita Nagornyj     | 6.200   | 8.266   | -0.300 | 14.166 |
| 7       | Kim Han-sol         | 6.300   | 7.533   | —      | 13.833 |
| 8       | Dominick Cunningham | 6.100   | 7.566   | -0.100 | 13.566 |

#### Cavallo con maniglie
| Pos.    | Ginnasta         | D Score | E Score | Pen. | Totale |
| ------- | ---------------- | ------- | ------- | ---- | ------ |
| Oro     | Max Whitlock     | 7.000   | 8.500   | —    | 15.500 |
| Argento | Lee Chih-kai     | 6.500   | 8.933   | —    | 15.433 |
| Bronzo  | Rhys McClenaghan | 6.400   | 9.000   | —    | 15.400 |
| 4       | Zou Jingyuan     | 6.300   | 8.700   | —    | 15.000 |
| 5       | Kazuma Kaya      | 6.600   | 8.266   | —    | 14.866 |
| 6       | Cyril Tommasone  | 6.300   | 8.533   | —    | 14.833 |
| 7       | Shiao Yu-jan     | 6.000   | 8.733   | —    | 14.733 |
| 8       | David Beljavskij | 6.400   | 7.166   | —    | 13.566 |
| 9       | Daiki Hashimoto  | 5.900   | 7.433   | —    | 13.333 |

#### Anelli
| Pos.    | Ginnasta               | D Score | E Score | Pen. | Totale |
| ------- | ---------------------- | ------- | ------- | ---- | ------ |
| Oro     | İbrahim Çolak          | 6.200   | 8.733   | —    | 14.933 |
| Argento | Marco Lodadio          | 6.300   | 8.600   | —    | 14.900 |
| Bronzo  | Samir Aït Saïd         | 6.200   | 8.600   | —    | 14.800 |
| 4       | Eleutherios Petrounias | 6.300   | 8.433   | —    | 14.733 |
| 5       | Arthur Zanetti         | 6.200   | 8.525   | —    | 14.725 |
| 6       | Denis Abljazin         | 6.300   | 8.366   | —    | 14.666 |
| 7       | Artur Tovmasyan        | 6.100   | 8.100   | —    | 14.200 |
| 8       | Nick Klessing          | 6.100   | 8.066   | —    | 14.166 |

#### Volteggio maschile
| Pos.    | Ginnasta            | D. Score | E. Score | Penalità | 1° Parziale | D. Score | E. Score | Penalità | 2° Parziale | Totale |
| ------- | ------------------- | -------- | -------- | -------- | ----------- | -------- | -------- | -------- | ----------- | ------ |
| Oro     | Nikita Nagornyj     | 5.600    | 9.333    | —        | 14.933      | 5.600    | 9.400    | —        | 15.000      | 14.966 |
| Argento | Artur Dalalojan     | 5.600    | 9.333    | —        | 14.933      | 5.600    | 9.333    | —        | 14.933      | 14.933 |
| Bronzo  | Ihor Radivilov      | 5.600    | 9.233    | —        | 14.833      | 5.600    | 9.066    | —        | 14.666      | 14.749 |
| 4       | Marian Drăgulescu   | 5.600    | 9.366    | —        | 14.966      | 5.400    | 8.883    | —        | 14.283      | 14.624 |
| 5       | Dominick Cunningham | 5.200    | 9.366    | —        | 14.566      | 5.400    | 9.166    | —        | 14.566      | 14.566 |
| 6       | Lê Thanh Tùng       | 5.600    | 9.066    | —        | 14.666      | 5.200    | 9.200    | —        | 14.400      | 14.533 |
| 7       | Shek Wai Hung       | 6.000    | 7.933    | —        | 13.933      | 6.000    | 9.000    | —        | 15.000      | 14.466 |
| 8       | Yang Hak-seon       | 6.000    | 8.033    | -0.300   | 13.733      | 5.600    | 9.300    | —        | 14.900      | 14.316 |
| Pos.    | Ginnasta            | 1° Salto | 1° Salto | 1° Salto | 1° Salto    | 2° Salto | 2° Salto | 2° Salto | 2° Salto    | Totale |

#### Parallele simmetriche
| Pos.    | Ginnasta       | D Score | E Score | Pen. | Totale |
| ------- | -------------- | ------- | ------- | ---- | ------ |
| Oro     | Joe Fraser     | 6.600   | 8.400   | —    | 15.000 |
| Argento | Ahmet Önder    | 6.200   | 8.783   | —    | 14.983 |
| Bronzo  | Kazuma Kaya    | 6.300   | 8.666   | —    | 14.966 |
| 4       | Xiao Ruoteng   | 6.400   | 8.566   | —    | 14.966 |
| 5       | Ferhat Arıcan  | 6.500   | 8.400   | —    | 14.900 |
| 6       | Sun Wei        | 6.200   | 8.266   | —    | 14.466 |
| 7       | Petro Pachnjuk | 6.500   | 7.700   | —    | 14.200 |
| 8       | Lukas Dauser   | 6.300   | 7.533   | —    | 13.833 |

#### Sbarra
| Pos.    | Ginnasta        | D Score | E Score | Pen. | Totale |
| ------- | --------------- | ------- | ------- | ---- | ------ |
| Oro     | Arthur Mariano  | 6.300   | 8.600   | —    | 14.900 |
| Argento | Tin Srbić       | 6.200   | 8.466   | —    | 14.666 |
| Bronzo  | Artur Dalalojan | 6.100   | 8.433   | —    | 14.533 |
| 4       | Daiki Hashimoto | 6.200   | 8.033   | —    | 14.233 |
| 5       | Sam Mikulak     | 6.300   | 7.766   | —    | 14.066 |
| 6       | Lin Chaopan     | 6.200   | 7.833   | —    | 14.033 |
| 7       | Tyson Bull      | 6.000   | 7.200   | —    | 13.200 |
| 8       | Tang Chia-hung  | 5.800   | 6.966   | —    | 12.766 |

### Femminile

#### Concorso a squadre femminile
| Posizione | Squadra                     | Volteggio | Parallele | Trave  | Corpo Libero | Totale  |
| --------- | --------------------------- | --------- | --------- | ------ | ------------ | ------- |
| Oro       | Stati Uniti                 | 45.166    | 42.299    | 40.966 | 43.899       | 172.330 |
| Oro       | Simone Biles                | 15.400    | 14.600    | 14.433 | 15.333       | 172.330 |
| Oro       | Jade Carey                  | 15.166    | —         | —      | 14.333       | 172.330 |
| Oro       | Kara Eaker                  | —         | —         | 14.000 | —            | 172.330 |
| Oro       | Sunisa Lee                  | —         | 14.733    | 12.533 | 14.233       | 172.330 |
| Oro       | Grace McCallum              | 14.600    | 12.966    | —      | —            | 172.330 |
| Argento   | Russia                      | 43.899    | 43.665    | 38.465 | 40.500       | 166.529 |
| Argento   | Anastasija Agafonova        | —         | 14.566    | 12.166 | —            | 166.529 |
| Argento   | Lilija Achaimova            | 14.733    | —         | 12.533 | 13.600       | 166.529 |
| Argento   | Angelina Mel'nikova         | 14.533    | 14.333    | 13.766 | 13.900       | 166.529 |
| Argento   | Aleksandra Ščekoldina       | 14.633    | —         | —      | 13.000       | 166.529 |
| Argento   | Dar'ja Spiridonova          | —         | 14.766    | —      | —            | 166.529 |
| Bronzo    | Italia                      | 43.732    | 42.299    | 38.799 | 39.966       | 164.796 |
| Bronzo    | Desiree Carofiglio          | —         | —         | —      | 13.333       | 164.796 |
| Bronzo    | Alice D'Amato               | 14.533    | 14.133    | —      | —            | 164.796 |
| Bronzo    | Asia D'Amato                | 14.533    | —         | 13.266 | 13.333       | 164.796 |
| Bronzo    | Elisa Iorio                 | —         | 13.900    | 11.933 | —            | 164.796 |
| Bronzo    | Giorgia Villa               | 14.666    | 14.266    | 13.600 | 13.300       | 164.796 |
| 4         | Cina                        | 43.066    | 40.199    | 40.599 | 40.366       | 164.230 |
| 4         | Chen Yile                   | —         | 13.733    | 14.000 | —            | 164.230 |
| 4         | Li Shijia                   | 14.166    | —         | 14.266 | —            | 164.230 |
| 4         | Liu Tingting                | —         | 11.900    | 12.333 | 13.433       | 164.230 |
| 4         | Qi Qi                       | 14.600    | —         | —      | 13.433       | 164.230 |
| 4         | Tang Xijing                 | 14.300    | 14.566    | —      | 13.500       | 164.230 |
| 5         | Francia                     | 43.599    | 40.565    | 38.732 | 40.732       | 163.628 |
| 5         | Marine Boyer                | —         | —         | 13.833 | 13.266       | 163.628 |
| 5         | Lorette Charpy              | —         | 14.033    | 12.666 | —            | 163.628 |
| 5         | Mélanie de Jesus dos Santos | 14.733    | 14.366    | 12.233 | 14.166       | 163.628 |
| 5         | Aline Friess                | 14.900    | —         | —      | 13.300       | 163.628 |
| 5         | Claire Pontlevoy            | 13.966    | 12.166    | —      | —            | 163.628 |
| 6         | Gran Bretagna               | 42.632    | 42.099    | 39.499 | 37.265       | 161.495 |
| 6         | Elissa Downie               | 14.566    | 14.033    | —      | —            | 161.495 |
| 6         | Rebecca Downie              | —         | 14.900    | 13.566 | —            | 161.495 |
| 6         | Georgia-Mae Fenton          | —         | 13.166    | 12.233 | 11.933       | 161.495 |
| 6         | Taeja James                 | 13.800    | —         | —      | 13.266       | 161.495 |
| 6         | Alice Kinsella              | 14.266    | —         | 13.700 | 12.066       | 161.495 |
| 7         | Canada                      | 43.033    | 39.899    | 37.965 | 39.666       | 160.563 |
| 7         | Elsabeth Black              | 14.200    | 14.033    | 13.366 | 13.433       | 160.563 |
| 7         | Brooklyn Moors              | 14.133    | 12.533    | 12.466 | 13.200       | 160.563 |
| 7         | Shallon Olsen               | 14.700    | —         | —      | 13.033       | 160.563 |
| 7         | Anne-Marie Padurariu        | —         | —         | 12.133 | —            | 160.563 |
| 7         | Victoria Woo                | —         | 13.333    | —      | —            | 160.563 |
| 8         | Paesi Bassi                 | 42.732    | 39.098    | 37.432 | 40.165       | 159.427 |
| 8         | Eythora Thorsdottir         | 14.466    | —         | 11.400 | 13.633       | 159.427 |
| 8         | Naomi Visser                | 14.066    | 14.066    | 13.166 | —            | 159.427 |
| 8         | Tisha Volleman              | 14.200    | —         | —      | 13.566       | 159.427 |
| 8         | Lieke Wevers                | —         | 12.466    | —      | 12.966       | 159.427 |
| 8         | Sanne Wevers                | —         | 12.566    | 12.866 | —            | 159.427 |

#### Concorso individuale femminile
| Pos.    | Ginnasta                    | Nazione       | Attrezzo  | Attrezzo  | Attrezzo | Attrezzo     | Totale |
| Pos.    | Ginnasta                    | Nazione       | Volteggio | Parallele | Trave    | Corpo libero | Totale |
| ------- | --------------------------- | ------------- | --------- | --------- | -------- | ------------ | ------ |
| Oro     | Simone Biles                | Stati Uniti   | 15.233    | 14.733    | 14.633   | 14.400       | 58.999 |
| Argento | Tang Xijing                 | Cina          | 14.166    | 14.533    | 14.600   | 13.600       | 56.899 |
| Bronzo  | Angelina Mel'nikova         | Russia        | 14.433    | 13.900    | 14.000   | 14.066       | 56.399 |
| 4       | Elsabeth Black              | Canada        | 14.566    | 14.133    | 14.000   | 13.533       | 56.232 |
| 5       | Nina Derwael                | Belgio        | 13.600    | 15.200    | 13.733   | 13.500       | 56.033 |
| 6       | Elisabeth Seitz             | Germania      | 14.600    | 14.866    | 13.233   | 13.300       | 55.999 |
| 7       | Flávia Saraiva              | Brasile       | 14.466    | 13.300    | 14.033   | 13.933       | 55.732 |
| 8       | Sunisa Lee                  | Stati Uniti   | 14.466    | 13.133    | 13.833   | 14.200       | 55.632 |
| 9       | Li Shijia                   | Cina          | 14.433    | 13.366    | 14.000   | 13.300       | 55.099 |
| 10      | Sarah Voss                  | Germania      | 14.500    | 13.666    | 13.866   | 12.866       | 54.898 |
| 11      | Aline Friess                | Francia       | 14.966    | 13.600    | 13.066   | 13.166       | 54.798 |
| 12      | Alice Kinsella              | Gran Bretagna | 14.266    | 13.766    | 13.800   | 12.933       | 54.765 |
| 13      | Asuka Teramoto              | Giappone      | 14.600    | 14.000    | 13.366   | 12.700       | 54.666 |
| 14      | Brooklyn Moors              | Canada        | 14.166    | 13.266    | 13.500   | 13.566       | 54.498 |
| 15      | Diana Varins'ka             | Ucraina       | 13.500    | 14.133    | 13.333   | 13.400       | 54.366 |
| 16      | Giorgia Villa               | Italia        | 14.700    | 14.333    | 12.633   | 12.566       | 54.232 |
| 17      | Hitomi Hatakeda             | Giappone      | 13.800    | 13.866    | 13.533   | 12.733       | 53.932 |
| 18      | Giulia Steingruber          | Svizzera      | 14.933    | 12.500    | 12.800   | 13.633       | 53.866 |
| 19      | Georgia Godwin              | Australia     | 13.733    | 13.500    | 13.366   | 13.233       | 53.832 |
| 20      | Mélanie de Jesus dos Santos | Francia       | 14.633    | 11.933    | 13.500   | 13.500       | 53.566 |
| 21      | Cintia Rodríguez            | Spagna        | 13.333    | 13.700    | 11.833   | 12.600       | 51.466 |
| 22      | Lilija Achaimova            | Russia        | 14.533    | 12.066    | 11.400   | 13.466       | 51.465 |
| 23      | Naomi Visser                | Paesi Bassi   | 13.266    | 12.100    | 13.600   | 12.200       | 51.166 |
| —       | Elisa Iorio                 | Italia        | 13.266    | DNS       | 12.666   | 12.866       | DNF    |

#### Volteggio femminile
| Pos.    | Ginnasta         | D. Score | E. Score | Penalità | 1° Parziale | D. Score | E. Score | Penalità | 2° Parziale | Totale |
| ------- | ---------------- | -------- | -------- | -------- | ----------- | -------- | -------- | -------- | ----------- | ------ |
| Oro     | Simone Biles     | 6.000    | 9.333    | —        | 15.333      | 5.800    | 9.666    | —        | 15.466      | 15.399 |
| Argento | Jade Carey       | 6.000    | 9.166    | —        | 15.166      | 5.800    | 9.100    | -0.300   | 14.600      | 14.883 |
| Bronzo  | Elissa Downie    | 5.400    | 9.200    | —        | 14.600      | 6.000    | 9.033    | —        | 15.033      | 14.816 |
| 4       | Shallon Olsen    | 5.400    | 9.200    | —        | 14.600      | 6.000    | 8.866    | —        | 14.866      | 14.733 |
| 5       | Qi Qi            | 5.400    | 9.200    | —        | 14.600      | 5.800    | 8.900    | —        | 14.700      | 14.650 |
| 6       | Alexa Moreno     | 5.800    | 8.766    | -0.100   | 14.466      | 5.600    | 9.200    | —        | 14.800      | 14.633 |
| 7       | Lilija Achaimova | 5.800    | 8.900    | —        | 14.700      | 5.600    | 8.733    | -0.300   | 14.033      | 14.366 |
| 8       | Yeo Seo-jeong    | 6.200    | 8.033    | -0.300   | 13.933      | 5.400    | 9.033    | —        | 14.433      | 14.183 |
| Pos.    | Ginnasta         | 1° Salto | 1° Salto | 1° Salto | 1° Salto    | 2° Salto | 2° Salto | 2° Salto | 2° Salto    | Totale |

#### Parallele asimmetriche
| Pos.    | Ginnasta            | D Score | E Score | Pen. | Totale |
| ------- | ------------------- | ------- | ------- | ---- | ------ |
| Oro     | Nina Derwael        | 6.500   | 8.733   | —    | 15.233 |
| Argento | Rebecca Downie      | 6.500   | 8.500   | —    | 15.000 |
| Bronzo  | Sunisa Lee          | 6.400   | 8.400   | —    | 14.800 |
| 4       | Angelina Mel'nikova | 6.300   | 8.433   | —    | 14.733 |
| 5       | Simone Biles        | 6.200   | 8.500   | —    | 14.700 |
| 6       | Dar'ja Spiridonova  | 6.300   | 8.333   | —    | 14.633 |
| 7       | Liu Tingting        | 5.900   | 8.500   | —    | 14.400 |
| 8       | Elisabeth Seitz     | 6.000   | 7.566   | —    | 13.566 |

#### Trave
| Pos.    | Ginnasta                    | D Score | E Score | Pen.   | Totale |
| ------- | --------------------------- | ------- | ------- | ------ | ------ |
| Oro     | Simone Biles                | 6.400   | 8.666   | —      | 15.066 |
| Argento | Liu Tingting                | 6.200   | 8.233   | —      | 14.433 |
| Bronzo  | Li Shijia                   | 6.100   | 8.300   | -0.100 | 14.300 |
| 4       | Kara Eaker                  | 5.900   | 8.100   | —      | 14.000 |
| 5       | Mélanie de Jesus dos Santos | 5.500   | 8.466   | —      | 13.966 |
| 6       | Flávia Saraiva              | 5.700   | 7.700   | —      | 13.400 |
| 7       | Sarah Voss                  | 5.400   | 7.866   | —      | 13.266 |
| 8       | Anne-Marie Padurariu        | 5.600   | 6.333   | —      | 11.933 |

#### Corpo libero femminile
| Pos.    | Ginnasta                    | D Score | E Score | Pen.   | Totale |
| ------- | --------------------------- | ------- | ------- | ------ | ------ |
| Oro     | Simone Biles                | 6.700   | 8.533   | -0.100 | 15.133 |
| Argento | Sunisa Lee                  | 5.700   | 8.433   | —      | 14.133 |
| Bronzo  | Angelina Mel'nikova         | 5.800   | 8.266   | —      | 14.066 |
| 4       | Flávia Saraiva              | 5.500   | 8.466   | —      | 13.966 |
| 5       | Mélanie de Jesus dos Santos | 5.500   | 8.433   | -0.100 | 13.833 |
| 6       | Roxana Popa                 | 5.400   | 8.400   | —      | 13.800 |
| 7       | Brooklyn Moors              | 5.300   | 8.400   | -0.100 | 13.600 |
| 8       | Lilija Achaimova            | 6.000   | 7.800   | -0.300 | 13.500 |

## Medagliere
| Posiz. | Nazione       | Oro    | Argento | Bronzo | Totale |    |
| ------ | ------------- | ------ | ------- | ------ | ------ | -- |
| 1      | Stati Uniti   | 5      | 2       | 1      | 8      |    |
| 2      | Russia        | 3      | 3       | 3      | 9      |    |
| 3      | Gran Bretagna | 2      | 1       | 1      | 4      |    |
| 4      | Turchia       | 1      | 1       | 0      | 2      |    |
| 5      | Belgio        | 1      | 0       | 0      | 1      |    |
| 5      | Brasile       | 1      | 0       | 0      | 1      |    |
| 5      | Filippine     | 1      | 0       | 0      | 1      |    |
| 8      | Cina          | 0      | 3       | 2      | 5      |    |
| 9      | Italia        | 0      | 1       | 1      | 2      |    |
| 10     | Croazia       | 0      | 1       | 0      | 1      |    |
| 10     | Israele       | 0      | 1       | 0      | 1      |    |
| 10     | Taipei cinese | 0      | 1       | 0      | 1      |    |
| 13     | Giappone      | 0      | 0       | 2      | 2      |    |
| 13     | Ucraina       | 0      | 0       | 2      | 2      |    |
| 15     | Francia       | 0      | 0       | 1      | 1      |    |
| 15     | Irlanda       | 0      | 0       | 1      | 1      |    |
| 15     | Totale        | Totale | 14      | 14     | 14     | 42 |